# Redlynch, Wiltshire
Redlynch är en ort och civil parish i Storbritannien. Den ligger i grevskapet Wiltshire och riksdelen England, i den södra delen av landet, 130 km sydväst om huvudstaden London. Redlynch ligger 80 meter över havet och antalet invånare är 3 448.
Terrängen runt Redlynch är platt. Runt Redlynch är det ganska tätbefolkat, med 207 invånare per kvadratkilometer. Närmaste större samhälle är Salisbury, 10,8 km nordväst om Redlynch. I omgivningarna runt Redlynch växer i huvudsak blandskog.
Kustklimat råder i trakten. Årsmedeltemperaturen i trakten är 9 °C. Den varmaste månaden är augusti, då medeltemperaturen är 18 °C, och den kallaste är januari, med 1 °C.